# Shane Peacock
Shane Peacock (n. 25 de febrero de 1957) es autor de la colección El Joven Sherlock Holmes además de otros muchos libros, documentales y artículos para lectores jóvenes y adultos.

## Biografía
Shane Peacock proviene de siete generaciones de canadienses que han vivido en el área de Port Hope y Cobourg, el escenario de alguna de sus historias.
A pesar de que actualmente reside cerca, él nació en Thunder Bay, Ontario en 1957 y se crio en el norte de Ontario, en Kapuskasing. Estudió en Kapuskasing District High School y en la Universidad de Trent en Peterborough, Ontario, donde recibió un B.A. Honours en Literatura inglesa e Historia. Más tarde estudió con el novelista Robertson Davies mientras finalizaba su M.A en la Universidad de Toronto.
Empezó su carrera de escritor como periodista, publicando sus trabajos en revistas como Saturday Night, Reader's Digest, y Sports Illustrated. Sus temas reflejaban su extraordinario interés en la gente que realizaba cosas dramáticas – coloridos personajes con gran ambición y deseo. Hizo perfiles de caminantes sobre cuerda floja, luchadores de sumo, estrellas de cine, intérpretes freaks, jinetes de toros de rodeo y muchos otros.
Su libro “The Great Farini”, publicado por Penguin Books Canadá, explora la vida de un hombre del área de Port Hope que atravesó las Cataratas del Niágara con una cuerda floja, inventó el hombre bala, exploró el desierto de Kalahari e hizo otras cosas remarcables. The Great Farini también fue el tema de una obra de teatro que escribió para el 4th Line Theatre, una innovadora compañía de teatro en exteriores que presentaba las obras en las afueras cercanas a Millbrook, Ontario. Su drama debutó allí en 1994, completándose con actuaciones en directo de un miembro del Cirque du Soleil que caminaba sobre una cuerda floja y otros espectáculos de circo.
Peacock continuó escribiendo obras de teatro con “The Devil and Joseph Scriven,” sobre la misteriosa vida y muerte del escritor del famoso himno "What A Friend We Have In Jesus". Esta historia, a veces algo oscura, incluía bautizos en vivo con total inmersión en un estanque, ahogamientos y otros sucesos extraños. En 1996, Peacock completó una cuarta Line trilogy con una obra aclamada por la crítica sobre los espías canadiense llamada " The Art of Silent Killing ", que incluyó actores entrenados en expertas técnicas de combate mano a mano.
Shane empezó a escribir para la televisión en 1999 con su documental sobre Farini. Se llamaba “Dangerous Dreams”. Fue producido por History Television como una estreno de temporada para la serie “The Canadians”. Mostraba un paseo por la cuerda floja de un marquista mundial amigo de Shane, Jay Cochrane, que llevó una cámara diminuta en el pecho durante su actuación y disparó la andadura desde una altura aterradora. 
En 2001, el segundo documental de Shane, “The Passion of Joseph Scriven” también fue emitido por History Television. En mayo de 2004, “Team Spirit”, el cual él escribió y coprodujo, apareció en CTV Television Network para una amplia audiencia y reconocimiento de la crítica, contando la trágica y triunfante historia de los jugadores de hockey del Inuit, Terence y Jordin Tootoo. En 2006, escribió y editó “Exhibit Eh!: Exposing Canada,” la décima parte de una serie documental sobre dos extraños hombres que buscan el pasado de Canadá, para el programa “Travel and Escape Network” de la CTV Television Network.
En 1999, Shane escribió su primera novela infantil y juvenil llamada “The Mystery of Ireland’s Eye.” Está basada en un viaje que hizo en Kayak por el océano hacia un fantasmal pueblo de una isla de la costa de Newfoundland. Narra la historia de un chico de 12 años, Dylan Maples, que aprende la historia de Canadá durante el curso de una dramática aventura. El reconocimiento de la crítica convenció a Peacock para crear una serie– The Dylan Maples Adventures. Cada uno de los cuatro libros lleva a Dylan a una diferente provincia canadiense, donde se ve envuelto en misterios y extraños sucesos en lugares escalofriantes.
En 2002, Penguin Books publicó un libro juvenil de Shane sobre el primer ministro canadiense y los padres de la Confederación Canadiense. Se tituló “Unusual Heroes” y presentó el pasado y el presente de los líderes canadienses en forma de entretenimiento.
En otoño de 2007 Tundra Books publicó “Eye of the Crow” la novela juvenil subtitulada como “The Boy Sherlock Holmes: His First Case”. Es la primera vez que se explica la adolescencia del detective más famoso de todos los tiempos. Sherlock se sumerge en la investigación del brutal asesinato de una joven. La chica ha sido salvajemente apuñalada y abandonada en un charco de sangre, aparentemente sin testigos, en el peligroso barrio de Whitechapel. El joven Sherlock siente la extraña necesidad de visitar la escena del crimen y se encuentra, de golpe y sin quererlo, mucho más implicado en el caso de lo que le gustaría.
“Eye of the Crow” ha recibido importantes premios internacionales de novela juvenil, entre los que destacan el Premio Arthur Ellis en la categoría de novela negra juvenil y la inclusión en la lista de los diez mejores libros juveniles de misterio de la Asociación Americana de Bibliotecas. 
Shane ha sido invitado a muchos eventos en todo Canadá y Estados Unidos, como el Blue Metropolis: El festival internacional de Montreal, Wordfest: The Banff / Calgary International Authors’ Festival, The International Reading Association conference in Atlanta, The Vancouver Island Children’s Book Festival, The Canadian Book Camp, Book Expo America, y The Canadian Children’s Book Week tour. Además ha hecho apariciones en radio y televisión como la CBC, CTV, y otras cadenas en ambos países e interviene frecuentemente en convenciones y colegios.

### Novelas
The Boy Sherlock Holmes
- Eye of the Crow (2007) Publicado en español como: El ojo del cuervo. Madrid: Almadraba Editorial, 2010. (El Joven Sherlock Holmes) ISBN 978-84-92702-49-7.
- Death in the Air (2008) Publicado en español como: Muerte en el aire. Madrid: Almadraba Editorial, 2010. (El Joven Sherlock Holmes) ISBN 978-84-92702-51-0.
- Vanishing Girl (2009).

The Dylan Maples Adventures
- The Mystery of Ireland's Eye (novel)|The Mystery of Ireland's Eye (1999).
- The Secret of the Silver Mines (novel)|The Secret of the Silver Mines (2001).
- Bone Beds of the Badlands (novel)|Bone Beds of the Badlands (2002).
- Monster in the Mountains (novel)|Monster in the Mountains (2003).
- Phantom of Fire (novel)|Phantom of Fire (2019).

### Historia
- The Great Farini:The High Wire Life of William Hunt (1995).
- Unusual Heroes (2002).

### Obras de teatro
- The Great Farini, 4th Line Theatre (1994).
- The Devil and Joseph Scriven, 4th Line Theatre (1999, 2000).
- The Art of Silent Killing, 4th Line Theatre (2006).